# Fêtes zoroastriennes
 (septembre 2020).
Si vous disposez d'ouvrages ou d'articles de référence ou si vous connaissez des sites web de qualité traitant du thème abordé ici, merci de compléter l'article en donnant les références utiles à sa vérifiabilité et en les liant à la section « Notes et références ».
Le zoroastrisme comporte de nombreux festivals et jours saints, qui sont tous liés au calendrier zoroastrien. Les variantes Shahenshahi et Kadmi du calendrier ne s'intercalent pas les années bissextiles ; par conséquent, le jour de l'année civile grégorienne où ces jours sont célébrés évolue avec le temps. La troisième variante du calendrier zoroastrien, connue sous le nom de Fasli (en Inde) ou de Bastani (en Iran), s’intercalent selon les règles du calendrier grégorien et reste donc synchrone avec les saisons.

## Festivals saisonniers
Six festivals saisonniers à espacement irrégulier, appelés gahanbars (signifiant « saison appropriée »), sont célébrés au cours de l'année religieuse. Les six fêtes sont en outre associées aux six "créations primordiales" d'Ahura Mazda, également connues sous le nom de Amesha Spentas, et à travers elles à des aspects de la création (le ciel, les eaux, la terre, la flore, la vie animale, l'homme). En raison des particularités des variantes shahenshahi et kadmi du calendrier zoroastrien, qui ne s'intercalent pas et ne sont donc plus synchronisées avec les saisons, les fêtes saisonnières sont en fait célébrées plusieurs mois à l'avance. Les six festivals sont :
- Maidyozarem Gahanbar (littéralement : « mi-verdissement »), célébrée à l'origine comme un festival au milieu du printemps ;
- Maidyoshahem Gahanbar (« mi-été »), célébrée à l'origine au solstice d'été ;
- Paitishahem Gahanbar (« apporter le maïs »), célébrée à l'origine comme un festival de la récolte ;
- Ayathrem Gahanbar (« ramener à la maison (les troupeaux) »), célébrée à l'origine à la fin de l'automne ;
- Maidyarem Gahanbar (« mi-année »), célébrée à l'origine au solstice d'hiver ;
- Hamaspathmaidyem Gahanbar (pour lequel il n'y a pas de sens littéral généralement accepté), célébrant l'humanité.

Ce gahambar n'est pas une fête saisonnière au sens technique du terme, mais commémore plutôt les âmes des morts à la fin de l'année religieuse. Il est mieux connu sous le nom de frawardigan. 
Actuellement, chacune de ces fêtes est célébrée pendant cinq jours, à l'exception de Hamaspathmaidyem Gahambar, qui se déroule sur dix jours (deux périodes de cinq jours, voir « autres jours saints » ci-dessous).  
À l'origine, ces fêtes saisonnières étaient célébrées un jour chacune et étaient synchrones avec les saisons. Le calendrier zoroastrien était à l'origine un calendrier luni-solaire de 360 jours, et également sans intercalation, de sorte que les saisons et les fêtes saisonnières se sont progressivement séparées. Une première réforme du calendrier (à date incertaine) a introduit cinq jours épagénoménaux à la fin de l'année. Chaque festival avait alors deux dates: une dans l'ancien calendrier de 360 jours et une dans le nouveau calendrier de 365 jours. Cela a apparemment provoqué une certaine confusion et, à un moment donné, l'ancien et le nouveau festival ont été regroupés en observations de six jours (réduites ensuite à cinq). De plus, Hamaspathmaidyem Gahanbar, qui s'est tenu le dernier jour de l'année, a été organisé les derniers jours du dernier mois de l'année et les cinq nouveaux épagomènes à la fin de la nouvelle année de 360 jours, total de dix jours. Une deuxième réforme, au IVe ou Ve siècle, introduisit une intercalation d'un mois tous les 120 ans, réaligna brusquement le calendrier de telle sorte que l'année recommençât à l'équinoxe de printemps et que les Gahanbars étaient à nouveau en accord avec les saisons. Cependant, après l'effondrement de l'État sassanien, après lequel le zoroastrisme n'avait plus d'autorité centrale pour régir l'intercalation, la pratique ne fut pas maintenue. En conséquence, dans le zoroastrisme vivant, les Gahanbar ne sont plus synchronisés avec les saisons.

## Fête du Nom
Il y a quinze fêtes de Noms en une année religieuse zoroastrienne. Chacune de ces fêtes se tient le jour (ou les jours) sur lequel le jour du mois / mois de l'année dédicacé à un yazata se croisent. Onze de ces intersections sont dédiées à des yazata individuels et quatre sont dédiées à Ahura Mazda. Un service spécial de Yasna ou de Jashan (qui signifie « culte », « oblation ») est ensuite organisé en l'honneur du yazata correspondant aux intersections jour / mois. 
Quatre des fêtes sont consacrées à Dae « Créateur » (Ahura Mazda), qui lui consacre le dixième mois de l'année plus quatre jours par mois (les 1er, 8, 15 et 23 du mois). En conséquence, les 1er, 8, 15 et 23 du dixième mois sont chacun les jours de fête d'Ahura Mazda, et chacun de ces quatre jours est appelé Jashan de Dadvah (« Créateur »). 
Six des journées de Jashan sont consacrées aux six Ameshaspand (Amesha Spenta). Ces six jours sont respectivement :   
- Jashan de Bahman, célébrant la création animale. 2e jour du 11e mois (16 janvier) ;
- Jashan d'Ardavisht, célébrant le feu et tous les autres luminaires. 3e jour du 2e mois (22 avril) ;
- Jashan de Shahrevar, célébrant les métaux et les minéraux. 4e jour du 6e mois (21 août) ;
- Jashan de Spendarmad, célébrant la terre. 5e jour du 12e mois (18 février) ;
- Jashan de (K) Hordad, célébrant les eaux. 6e jour du 3e mois (25 mai) ;
- Jashan d'Amurdad, célébrant la création de plantes. 7e jour du 5e mois (25 juillet).

Les dates entre parenthèses sont les dates du calendrier Fasli / Bastani. 
Une autre fête de cinq noms est dédiée à d'autres yazatas avec un seul nom / mois :  
- Jashan de Farvardin (à ne pas confondre avec Farwardigan), célèbre les Fravashi le 19e jour du 1er mois (8 avril)
- Jashan of Tir, également connu sous le nom de Tiregan, célèbre Tishtrya et les pluies le 13e jour du 4e mois (1er juillet).
- Jashan of Aban, également connu sous le nom d'Abanegan, célèbre Apas, les eaux, en particulier Aredvi Sura Anahita. Il tombe le 9e jour du 8e mois (26 octobre).
- Jashan d'Adar, également connu sous le nom d'Adaregan, célébration d'Atar, incendie. Adargan tombe le 10e jour du 9e mois (24 novembre).
- Jashan de Mihr, également connu sous le nom de Mehregan, célèbre Mithra le 16e jour du 7e mois (2 octobre).

## Autres jours saints
- Norouz, Jour de l'an. Dans la variante Fasli / Bastani du calendrier zoroastrien, ce jour est toujours le jour de l'équinoxe de printemps (nominalement le 21 mars).

Dans les calendriers Shahenshahi et Kadmi, qui ne tiennent pas compte des années bissextiles, le Nouvel An a pris plus de deux cents jours d'avance. Ces deux dernières variantes du calendrier, qui ne sont suivies que par les Zoroastriens de l'Inde, célèbrent l'équinoxe de printemps sous le nom de Jamshed-i Nouroz, le Nouvel An étant alors célébré en juillet / août sous le nom de Pateti (voir ci-dessous). 
- Frawardigan (également connu sous le nom de Hamaspathmaidyem Gahambar, mukhtad ou panji) est une période de dix jours au cours de laquelle l'âme des morts (c'est-à-dire le fravashi) est commémorée. Les dix jours de Frawardigan couvrent les cinq derniers jours du dernier mois de l'année, plus les cinq jours intercalaires (jours « Gatha ») entre le dernier mois de l'année et le premier mois de l'année suivante. Parmi les Zoroastriens indiens, on observe également un mukhtad prolongé de dix-huit jours.
- Pateti, « (jour) de pénitence » (de patet « confession », d'où aussi repentance et pénitence). Il s'agit en réalité d'une journée d'introspection qui s'est déroulée à l'origine le dernier jour (ou les cinq derniers jours) de l'année civile. Pour des raisons liées à l'observation d'occasions d'un jour sur six jours, (le dernier jour de) Pateti est tombé (le premier jour) des célébrations du jour de l'An, et en Inde (calendriers Shahenshahi / Kadmi) est devenu « célébré » le jour de l'an lui-même. Bien que le nom ait été retenu, Pateti n'est plus un jour d'introspection.
- Sadeh, festival mi-hivernal célébrant traditionnellement 100 jours (et donc sadeh) après le premier jour d'hiver, ou bien cinquante jours (cent jours et nuits) avant le Nouvel An. Parce que ce festival implique la construction d'un feu de joie, il est également appelé Atar-Jashan.
- Zartosht No-Diso, l'anniversaire de la mort de Zarathushtra, qui est célébré le onzième jour (Khorshed) du dixième mois (Dae). Dans le calendrier saisonnier, l'anniversaire de la mort de Zoroastre tombe le 26 décembre.
- Khordad Sal, qui célèbre l'anniversaire de naissance de Zoroastre. Il tombe le 6e jour ([K] hordad) du 1er mois (Farvardin). Dans le calendrier saisonnier, l'anniversaire de naissance de Zoroastre tombe le 26 mars.